# Marco Cossovich
Marco Cossovich (Venezia, 28 gennaio 1824 – Venezia, 23 gennaio 1901) è stato un patriota italiano, componente della spedizione dei Mille di Garibaldi.

## Biografia
Nella prima guerra di indipendenza partecipò come tenente della Guardia Mobile alla presa dell'arsenale di Venezia e alla sua strenua difesa della città lagunare. Seguì Garibaldi nel 1859 incorporato nei Cacciatori delle Alpi.
Nel 1860 fu della spedizione dei Mille, sottotenente della prima compagnia comandata da Nino Bixio chiamata poi la compagnia dei generali, per la carriera conseguita nell'esercito regolare da alcuni suoi componenti, tra i quali Oreste Baratieri di Condino e Giuseppe Dezza. Si distinse per valore nell'assalto a Calatafimi e nella presa di Palermo e fu ricordato da Garibaldi nel suo scritto “I Mille”.
Nella terza guerra di indipendenza del 1866 si arruolò nuovamente volontario con Garibaldi e fu nominato luogotenente colonnello del 9º Reggimento del Corpo Volontari Italiani. Con le dimissioni del colonnello Francesco Corvi avvenute nell'agosto, a guerra ormai finita, assunse il comando del 10º Reggimento Volontari che, nel corso del breve conflitto, stanziò prettamente a Gargnano a difesa della riviera gardesana da attacchi navali austriaci.
Con una sua compagnia partecipò alla battaglia di Bezzecca sostenendo il 9º Reggimento di Menotti Garibaldi nella decisiva controffensiva che portò alla liberazione della valle di Ledro dagli austriaci. Fu decorato della croce di ufficiale dell'Ordine Militare di Savoia in quanto “si distinse eroicamente in ogni fatto d'armi, ed, in quello di Bezzecca, malgrado la perdita del cavallo, si conservò sempre eguale ed animoso spingendo i suoi  alla riscossa”.

## Bibliografia

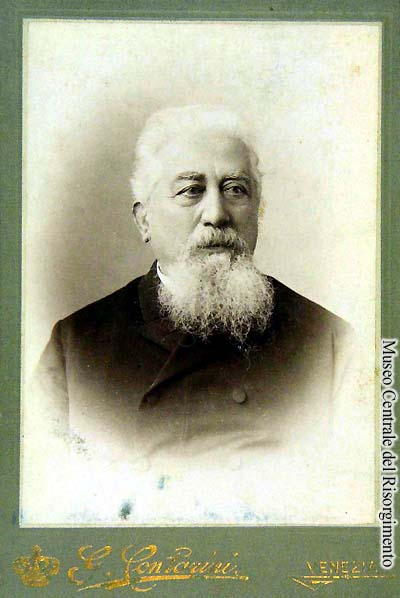
Marco Cossovich